# Hertz Garveri & Skotøjsfabrik
Hertz Garveri & Skotøjsfabrik var en dansk garveri- och skofabrik i København.
Företaget startades som garveri av Abraham Hertz den 4 december 1821. Det låg på Prinsensgade i centrala Köpenhamn och flyttade 1832 till ett hus i Rosenborggade. Fabriken byggdes till 1846 och 1853 och övertogs av sonen Meyer Hertz år 1869. Han fortsatte företaget under eget namn och lät bygga ett nytt garveri på Jaktvej på Østerbro, som på den tiden låg långt utanför Köpenhamn, dit tillverkningen  flyttade 1875. År 1888 hade garveriet 20 anställda och bearbetade omkring 5 000 hudar om året.
År 1897 ombildades företaget till ett aktiebolag och Alfred Hertz tillträdde som direktör. Året efter började man att tillverka skor och 1906 köpte man aktierna i A/S Københavns Fodtøjsfabrik. Företaget fusionerade med M.I. Ballins Sønner och andra fabriker  till Ballin & Hertz 1918.
På 1960-talet lades garveriet ned och 1972 flyttade skotillverkningen till Avedøre Holme. Företaget, som är mest känd för sina randsydda skor, lades ner 1974.

## Eftermäle
Den gamla fabriken på Prinsensgade revs 1938 och i december 1986 ockuperades fabriken på Jaktvej av ungdomar. Byggnaderna revs delvis året efter och resten byggdes om till lägenheter av Tegnestuen Vandkunsten.